# Schenkia albitarsis
Schenkia albitarsis là một loài tò vò trong họ Ichneumonidae.